# Верховний суд Канади
Верховний суд Канади (англ. Supreme Court of Canada, фр. Cour suprême du Canada) — вищий суд Канади, розташований у федеральній столиці Оттаві. Є останньою інстанцією оскарження для всіх сторін у цивільних, кримінальних або адміністративних справах.
Суд складається з дев'яти суддів, які офіційно призначені генерал-губернатором за порадою Кабінету міністрів. Суд засідає в будівлі, спорудженій у стилі ар деко за задумом архітектора Ернеста Кормьє (будинок № 301 по Веллінгтон-стріт).
Якщо одностайність не потрібна, то рішення ухвалюється більшістю голосів. Щорічно суд розглядає від 40 до 75 апеляцій на юридичні рішення провінційних, територіальних і федеральних судів. Рішення, винесені судом, є остаточними і не можуть бути оскаржені в апеляційному порядку.
У приватному праві в його підсудність включається цивільне право провінції Квебек і загальне право інших провінцій і територій. Коли він займається цивільно-правовими справами Квебека, до підготовки обов'язково долучаються троє суддів з Квебека, але вони не мають вирішального голосу під час наради суддів.